# Borko z Łobza
Borko z Łobza (zm. prawdopodobnie 1287) – kasztelan kołobrzeski w latach 1251–1255.

## Życiorys
Pochodził z pomorskiego rodu Borków. Właściciel włości w ziemi kołobrzeskiej, białogardzkiej i bobolickiej. Posiadał m.in. Borkowo koło Sławna. W latach 50. XIII wieku posiadał dobra w Ubiedrzu, które nadał klasztorowi cystersów w Bukowie. W latach 1255–1270 często występował jako świadek w dokumentach książęcych. W 1271 roku występuje jako właściciel Łobza. W latach 1262–1276 24 razy występował jako świadek przy czynnościach prawnych książąt Warcisława III, Barnima I i biskupa Hermanna von Gleichen. Miał trzech synów: Jakuba, Jana i Mikołaja, którzy wraz z ojcem lokowali swoją część miasta Resko w 1280 na prawie magdeburskim.